# باشگاه فوتبال اتک انرژی
باشگاه فوتبال اتک انرژی یک باشگاه حرفه‌ای فوتبال افغانستان از هرات است که در حال حاضر در لیگ قهرمانان افغانستان بازی می‌کند. سرمربی این باشگاه احمدضیا عظیمی، ملی پوش سابق افغانستان است.
اتک انرژی همچنین با قهرمانی در فصل ۱۴۰۳ لیگ قهرمانان افغانستان برای نخستین بار در تاریخ فوتبال افغانستان توانست سهمیه حضور در پلی‌آف چلنج لیگ آسیا را در فصل ۲۵–۲۰۲۴ را به دست آورد.

## تاریخ
اتک انرژی در سال ۱۳۶۶ تأسیس شد و یکی از اعضای فدراسیون منطقه ای فوتبال هرات است. در سال ۱۳۹۷ این تیم قهرمان لیگ منطقه ای خود، جام قهرمانان هرات شد. اتک انرژی با پیروزی بر ابومسلم، با یک بازی باقی مانده، عنوان قهرمانی لیگ قهرمانان افغانستان در سال ۱۴۰۰ را به دست آورد. این باشگاه در یازده مسابقه بدون شکست، عنوان قهرمانی را در اولین فصل لیگ خود به دست آورد. با کسب این عنوان، این باشگاه حق حضور در ای‌اف‌سی کاپ را در صورت داشتن شرایط مجوز به دست آورد.
در فصل ۱۴۰۳ اتک انرژی دومین عنوان متوالی خود را پس از پایان فصل بدون شکست با پیروزی در ۱۱ بازی خود به دست آورد.

## انحلال
باشگاه فوتبال اتک انرژی هرات ۱۹ ژانویه ۲۰۲۵ طی اعلامیه‌ای از انحلال این باشگاه خبر داده است. دلیل این تصمیم «بی‌عدالتی و روند غیرمنصفانه» در رقابت‌های فصل چهارم لیگ قهرمانان افغانستان خوانده شده است.

## بازیکنان

### فهرست بازیکنان
| شماره |           | پست       | بازیکن        |
| ----- | --------- | --------- | ------------- |
| ۱     | افغانستان | دروازه‌بان | فیصل حمیدی    |
| ۳     | افغانستان | مدافع     | حسین علیزاده  |
| ۴     | افغانستان | مدافع     | محبوب حنیفی   |
| ۵     | افغانستان | مدافع     | علیرضا مایل   |
| ۶     | افغانستان | هافبک     | سمیر سمندری   |
| ۷     | افغانستان | هافبک     | یار ذکرخیل    |
| ۱۰    | ایران     | مهاجم     | امیر معماری   |
| ۱۱    | افغانستان | هافبک     | حسیب‌اللّٰه احدی |
| ۱۲    | افغانستان | هافبک     | حمید حبیبی    |
| ۱۳    | افغانستان | مدافع     | رضا غلامی     |

| شماره |           | پست   | بازیکن           |
| ----- | --------- | ----- | ---------------- |
| ۱۷    | افغانستان | هافبک | جواد الوکزی      |
| ۲۰    | افغانستان | هافبک | رحمت‌اللّٰه خیرخواه |
| ۲۱    | افغانستان | هافبک | حکیم‌خان نیازی    |
| ۲۶    | ایران     | مدافع | بهنام حبیبی      |
| ۲۹    | افغانستان | مدافع | علیرضا پناهی     |
| ۴۷    | نیجریه    | هافبک | ایکچوا اوکوری    |
| ۵۵    | افغانستان | مدافع | علی نظری         |
| ۷۷    | افغانستان | مهاجم | زبیر نیکزاد      |
| ۹۹    | افغانستان | مهاجم | حاتم شیردل       |
|       | نیجریه    | مهاجم | آکپو گادوین      |

## تاریخچه داخلی
راهنما
      قهرمان
      دوم
      سوم
| فصل     | لیگ | لیگ        | لیگ        | لیگ        | لیگ        | لیگ        | لیگ        | جام        | یادداشت    |
| فصل     | بخش | جایگاه     | بازی       | برد        | مساوی      | باخت       | امتیاز     | جام        | یادداشت    |
| ------- | --- | ---------- | ---------- | ---------- | ---------- | ---------- | ---------- | ---------- | ---------- |
| ۱۴۰۱    | I   | نخست       | ۱۱         | ۱۰         | ۱          | ۰          | ۳۱         |            |            |
| ۱۴۰۲    | I   | برگزار نشد | برگزار نشد | برگزار نشد | برگزار نشد | برگزار نشد | برگزار نشد | برگزار نشد | برگزار نشد |
| ۱۴۰۳    | I   | نخست       | ۱۱         | ۱۱         | ۰          | ۰          | ۳۳         |            |            |
| ۰۴–۱۴۰۳ | I   | دوم        | ۱۰         | ۹          | ۱          | ۰          | ۲۸         |            |            |

## تاریخچه بین‌المللی
نمرات و نتایج ابتدا تعداد گل‌های اتک انرژی را فهرست می‌کند.
| سال     | رقابت         | دور   | باشگاه        | میزبان | مهمان | نتیجه |
| ------- | ------------- | ----- | ------------- | ------ | ----- | ----- |
| ۲۰۲۴-۲۵ | چلنج لیگ آسیا | پلی‌آف | عبدیش-عطا قند | N      | N     | ۰–۲   |

## افتخارات
- لیگ قهرمانان افغانستان
  -  قهرمان (۲): ۱۴۰۱، ۱۴۰۳
  -  نایب قهرمان (۱): ۰۴–۱۴۰۳